# Georg Pfaff

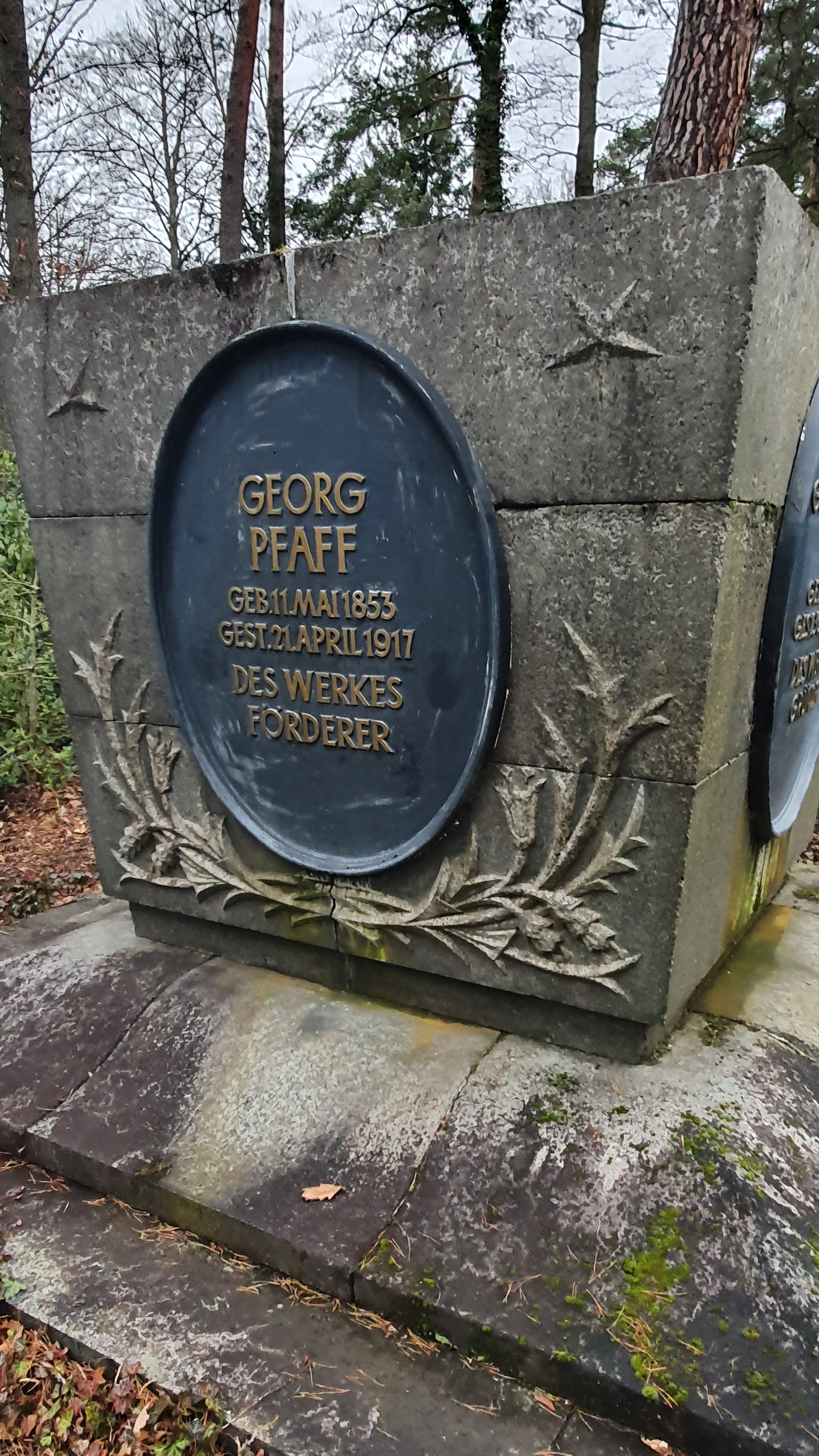
Grabstätte von Georg Pfaff, Waldfriedhof Kaiserslautern

Georg Michael Pfaff (* 11. Mai 1853 in Kaiserslautern; † 21. April 1917 ebenda) war ein deutscher Nähmaschinenfabrikant.

## Leben
Er übernahm die Firma seines Vaters  Georg Michael Pfaff nach dessen Tod. Georg Pfaff hatte während eines USA-Aufenthalts 1871 neue Kenntnisse im Nähmaschinenbau erlangt, die er mit einbringen konnte. Unter seiner Führung wuchs das Unternehmen erstmals stetig an und wurde zur größten Nähmaschinenfabrik Europas, sodass 1907/08 erstmals auch spezielle Industrienähmaschinen hergestellt wurden. Im Ersten Weltkrieg musste er in seiner Fabrik auch Rüstungsmaterial herstellen. Noch während des Krieges starb er, sodass seine Schwester Lina Pfaff das Unternehmen übernehmen musste. Sein Neffe war Karl Pfaff, der das letzte Familienmitglied im Vorstand des Unternehmens war.